# Afendis Capital Management
Afendis Capital Management es un fondo de inversión de capital privado con sede en Levent, Turquía y domicilio social en Luxemburgo. La firma está especializada en adquisiciones de empresas y capital de expansión.
Fue fundada en 2018 por un grupo de ex directivos de Pladis -una firma turca perteneciente a la multinacional Yıldız Holding- liderado por el inversor y asesor Cem Karakaş.
En junio de 2020, Afendis y el fondo de inversión británico Metric Investment Group compraron una participación del 30% en la farmacéutica turca Sanovel por 200 millones de dólares.
Afendis también ha llevado a cabo algunas operaciones como co-inversor y socio operativo con el fondo estadounidense Davidson Kempner en negocios de la industria farmacéutica y la alimentaria en Europa, Oriente Medio y África destinadas a la inversión y reestructuración en industrias de galletas, chocolate y snacks, como la turca Golf, la italiana Gelato d'Italia o la española Cerealto Siro Foods.
En marzo de 2024, Afendis recibió la autorización para la compra de Helados Alacant, un interproveedor de la cadena Mercadona, aunque al final la operación no se llevó a cabo. En cambio, se hizo en enero de 2025 con el fabricante de helados neerlandés Ysco, uno de los mayores fabricantes europeos de marca blanca.